# Roberto Torres
Pour les articles homonymes, voir Torres.
Ne pas confondre avec le footballeur espagnol Roberto Torres.
Roberto Torres Toledano (né le 29 août 1964 à Montpellier) est un coureur cycliste espagnol professionnel de 1987 à 1995.

## Biographie
Roberto Torres est né en 1964 à Montpellier. Il possède la double nationalité franco-espagnole. Il émigre en Espagne avec ses parents à la chute de Franco, ses parents ayant fui en France pour cette raison. Ses parents s'installent à Móstoles. Torres devient coureur professionnel en 1987 dans l'équipe Zahor. Il reste professionnel pendant 8 ans et remporte sa plus grande victoire sur le Tour d'Espagne en 1992. Il termine sa carrière en 1995 au service de Richard Virenque. 
Depuis 1995, il a dirigé l'équipe Festina puis le Team Coast. Depuis 2004 il dirige le club cycliste Barbastro. Il court également dans la catégorie master dans les épreuves cyclistes.

## Palmarès
- 1984
  - 3e du Tour de la communauté de Madrid

- 1987
  - 2e du Tour des vallées minières
  - 2e du Tour des Trois Cantons

- 1989
  - 4e étape du Tour d'Aragon
  - 2e du Tour d'Aragon

- 1990
  - 2eb étape du Tour d'Espagne (contre-la-montre par équipes)
  - Tour d'Armorique :
    - Classement Général
    - 2e étape

  - 3eb étape de la Route du Sud (contre-la-montre)

- 1991
  - 3e étape du Tour de l'Alentejo
  - 6e du Grand Prix du Midi libre

- 1992
  - 13e étape du Tour d'Espagne

- 1993
  - 5eb étape du Tour de la Communauté valencienne

## Résultats sur les grands tours

### Tour de France
1 participation
- 1994 : abandon (18e étape)

### Tour d'Italie
1 participation
- 1995 : abandon (11e étape)

### Tour d'Espagne
9 participations
- 1987 : 68e
- 1988 : 90e
- 1989 : 74e
- 1990 : 72e, vainqueur de la 2eb étape (contre-la-montre par équipes)
- 1991 : 89e
- 1992 : 60e, vainqueur de la 13e étape
- 1993 : 79e
- 1994 : 88e
- 1995 : abandon (12e étape)